# Chelsea, Massachusetts

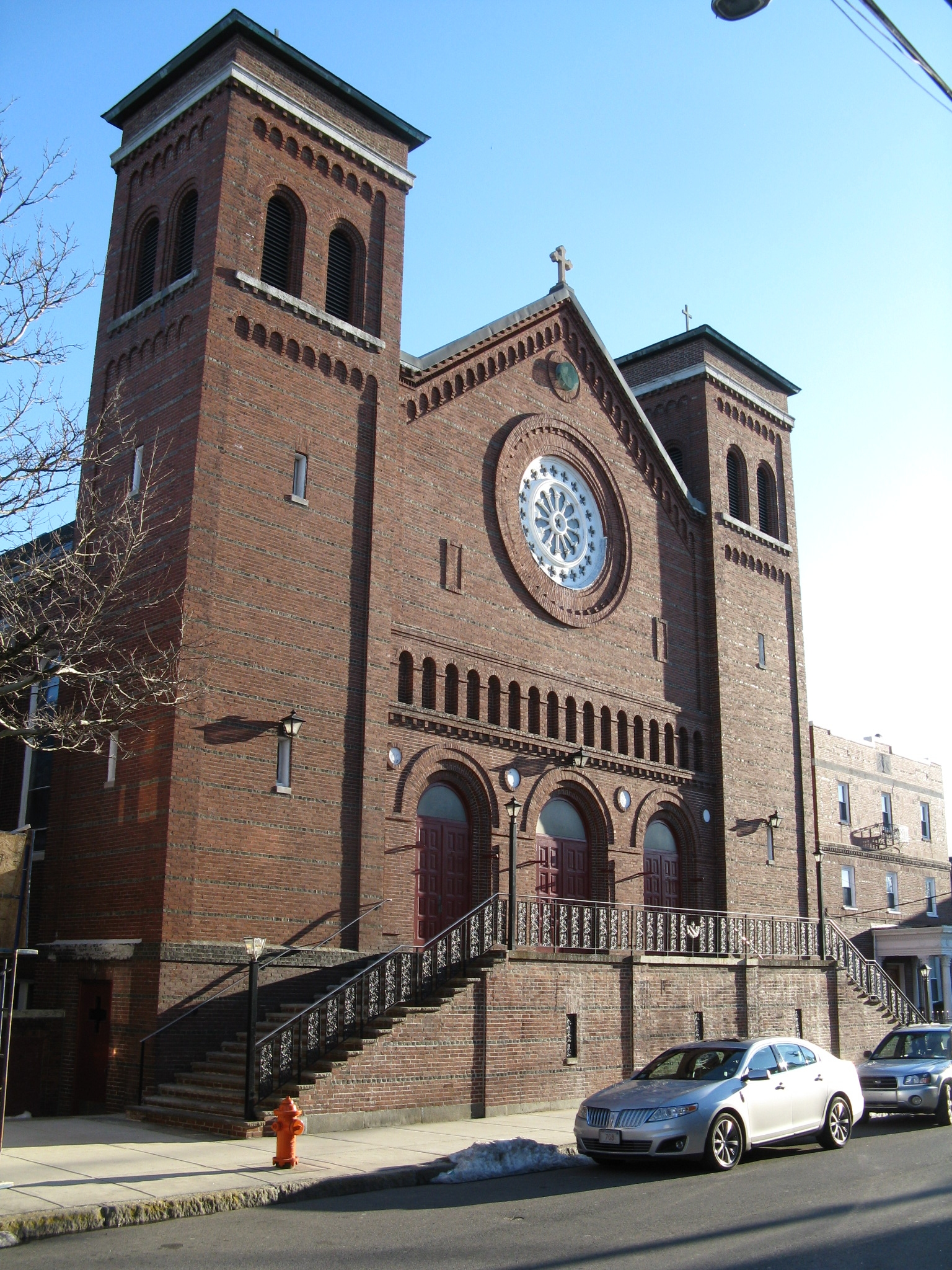

Chelsea, Massachusetts là một thành phố thuộc quận Suffolk trong tiểu bang thịnh vượng chung Massachusetts, Hoa Kỳ. Thành phố có tổng diện tích km², trong đó diện tích đất là km². Theo điều tra dân số Hoa Kỳ năm 2010, thành phố có dân số người.
Chelsea đối diện với Boston tiếp qua sông Mystic. Đây là thành phố nhỏ nhất ở Massachusetts theo diện tích đất, và xếp thứ 26 về dân số trong tiểu bang.

## Lịch sử
Khu vực này lần đầu tiên được gọi là Winnisimmet, có nghĩa là "mùa xuân tốt gần đó," bộ tộc Massachusett mà đã từng sinh sống ở đây. Nó có khu định cư vào năm 1624 bởi Samuel Maverick, tiền đồn kinh doanh có hàng rào bao quanh của ông được coi là người đầu tiên định cư tại bến cảng Boston. Năm 1635, Maverick bán tất cả Winnisimmet, ngoại trừ nhà và trang trại của ông, Richard Bellingham. Cộng đồng vẫn là một phần của Boston cho đến khi nó đã được thiết lập và lập thành đơn vị riêng vào năm 1739, khi nó được đặt tên sau khi Chelsea, một khu phố ở London.
Năm 1775, trong trận Chelsea Creek đã diễn ra ở đây, cuộc chiến thứ hai của cuộc cách mạng, mà tại đó các lực lượng Mỹ đã thực hiện một trong chụp đầu tiên của họ của một con tàu Anh. Một phần của quân đội Washington đóng quân ở đây trong đợt bao vây Boston.